# Mörtschelbach
Der Mörtschelbach ist ein knapp zwei Kilometer langer, östlicher und  rechter Zufluss der Ruwer bei Waldrach im rheinland-pfälzischen Landkreis Trier-Saarburg.

## Geographie

### Verlauf
Der Mörtschelbach entspringt  auf einer Höhe von etwa 320 m ü. NHN nordöstlich der zur Verbandsgemeinde Ruwer gehörenden Ortsgemeinde Waldrach in einem Wald am Südosthang des Hochbüschkopfs. 
Er fließt zunächst in Richtung Südwesten durch Waldgelände am Nordwesthang des Falsemerbergs entlang und erreicht nach knapp siebenhundert Meter den Ortsrand von Waldrach. Am Nordrand der Ortschaft läuft er am südlichen Fuße des mit Weinreben bewachsenen Hahnenbergs entlang und verschwindet dann östlich des Friedhofswegs verrohrt in den Untergrund.
Südlich der Welschmühle mündet der Mörtschelbach schließlich auf einer Höhe von etwa 151 m ü. NHN, verdolt und von rechts in die dort aus dem Süd-Südosten heranziehende Ruwer.
Der etwa 1,8 km lange Lauf des Mörtschelbachs endet ungefähr 160 Höhenmeter unterhalb seiner Quelle, er hat somit ein mittleres Sohlgefälle von circa 87 ‰.

### Einzugsgebiet
Das 2,002 km² große Einzugsgebiet des Mörtschelbachs liegt im Ruwerengtal und im Unteren Ruwertal. Es wird durch ihn über die Ruwer, die Mosel und den Rhein zur Nordsee entwässert.
Es grenzt
- im Nordosten an das des Frievelsbachs, der über den Fellerbach in die Mosel entwässert
- im Osten an das des Schraubelsbachs, der in den Fellerbachzufluss Noßernbach mündet
- im Südosten an das des Eitelsbachs, der in die Ruwer mündet
- im Süden an das des Falleterbachs, der in die Riveris mündet
- und im Norden an das des Kehrnagelbachs und an das des Kundelbachs, beide Zuflüsse der Ruwer.

Das Einzugsgebiet am Oberlauf ist bewaldet, im Mündungsbereich dominiert die Ortslage von Waldrach und ansonsten herrscht Ackerland vor.
Die höchste Erhebung ist der Biedelt mit 426 m ü. NHN im Osten des Einzugsgebiets.